# Уканц
Уканц (словен. Ukanc) — поселення в общині Бохінь, Горенський регіон, Словенія. Висота над рівнем моря: 546,2 м.